# Dejan Kovačević
Dejan Kovačević (Múnich, 27 de diciembre de 1996) es un jugador de baloncesto alemán. Mide 2,09 metros de altura y ocupa la posición de Ala-Pívot. Pertenece a la plantilla de los Gießen 46ers de la ProA, la segunda división alemana.

## Trayectoria
Kovačević jugó en las categorías formativas del TuS Fürstenfeldbruck y del MTSV Schwabing, siendo reclutado por el Bayern Múnich en 2013. Fue campeón de la Nachwuchs Basketball Bundesliga en 2015. Hizo su debut con el equipo superior del club en la Basketball Bundesliga en noviembre de 2015, pero fue asignado al equipo de reserva que competía en la Regionalliga Süd-Ost.
Dejó al club bávaro en 2017, pasando por el s.Oliver Baskets y el Basketball Löwen Braunschweig -actuando también en sus respectivas filiales-, antes de llegar al Crailsheim Merlins en 2019. Allí permaneció tres temporadas, encontrando más oportunidades para jugar que en los otros clubes en los que había estado. 

## Selección nacional
Kovačević disputó el Torneo Albert Schweitzer de 2014 -una competición Sub-18- con la selección de Serbia. Al año siguiente fue convocado para integrar el combinado de Alemania que se preparaba para el Eurobasket Sub-20, pero finalmente no integró la escuadra que participó del torneo.